# Microsoft MapPoint
Microsoft MapPoint je Microsoftova tehnologija i višejezična računalna aplikacija koja omogućuje korisnicima pregledavanje geografskih karata u elektroničkom obliku, njihovo izmjenjivanje i integraciju u druge aplikacije. Microsoft MapPoint olakšava vizualizaciju geografskih lokacija i interaktivnu analizu relevantnih podataka. Microsoft MapPoint namijenjen je prvenstveno poslovnim korisnicima na GIS tržištu, a cijena mu se kreće oko $300 USD.

## Odlike Microsoft MapPoint aplikacije
- ažurne geografske karte Europe i Sjeverne Amerike
- popunjavanje karata vlastitim podacima (dohvaćanje podataka iz MS Excela, MS Accessa, MS Outlooka, MS SQL Servera i ostalih baza podataka)
- vizualizacija poslovanja (npr. lokacije konkurentskih tvrtki i poslovnih partnera, veze između poslovnih entiteta, granice prodajnog ili dostavnog područja, evaluacija poslovnih performansi po područjima, analiza trendova i prilika u poslovanju)
- komunikacija i vizualizacija poslovnih podataka
- kreiranje poslovnih izvjesnica za potporu strateškom odlučivanju
- baza demografskih podataka za određene zemlje (ukazivanje na potencijalna tržišta, korisnike itd.)
- praćenje vozila u stvarnom vremenu
- više milijuna kilometara ucrtanih ulica, cesta i putova
- izračun udaljenosti, potrebnog vremena za putovanje i troškova
- više milijuna definiranih lokacija od interesa: prikaz bankomata, lokalnih atrakcija, poštanskih ureda, bolnica, ljekarni, benzinskih crpki, auto servisa, vijećnica, željezničkih stanica, sportskih centara, gradskih parkova, golf terenra, rent-a-car poslovnica, vinarija, kazališta, kina, fakulteta, kafića, noćnih klubova, hotela i restorana s korisničkim ocjenama i potrebnim kontakt podacima
- planiranje i optimiranje ruta te detaljna glasovna i tekstualna navigacija
- mogućnost izbjegavanja ili preferiranja određenih ruta i područja
- GPS i GSM interoperabilnost (mogućnost spajanja na GPS uređaje i mobilne telefone)
- mogućnost prilagodbe karata (specifični prikazi određenih područja)
- mogućnost integracije u druge aplikacije i uređaje
- kompatibilnost s drugim Microsoft proizvodima i uslugama
- podržava offline način rada te ispis ruta i karata

## Primjena
Osim u poslovne svrhe, Microsoft MapPoint može se primijeniti u proizvodnji, obrazovanju, vojsci, zdravstvu, osiguranju, vladinim organizacijama itd.
Primjeri: 
- planiranje dnevnih dostava i određivanje ruta
- određivanje lokacije s koje pristižu telefonski pozivi
- brzo i efikasno odašiljanje vozila interventnih jedinica (hitna pomoć, policija, vatrogasna služba itd.)

## Microsoft MapPoint tehnologija
Microsoft MapPoint sustav sastoji se od:
1. MapPoint Location Server
1.1. Baza podataka
Služi za pohranu poslovnih podataka te podataka o korisnicima sustava. Često su to podaci o terenskim zaposlenicima.
1.2. Web servis
Direktno mu se može pristupiti preko XML sintakse. Služi za dohvaćanje podataka iz baze podataka.
2. MapPoint Web Service
Omogućuje nadogradnju geografskih karata, upis novih poslovnih podataka te pronalaženja geografskih lokacija. Microsoft svakodnevno proširuje broj raspoloživih karata i podataka o različitim lokacijama.
MapPoint tehnologija je danas dio:
- računalnih desktop aplikacija:
  - Microsoft MapPoint North America 2013
  - Microsoft MapPoint Europe 2013
  - Microsoft MapPoint Fleet 2013
  - Microsoft Streets & Trips (Sjeverna Amerika)
  - Microsoft AutoRoute (Europa)
  - Encarta enciklopedija i atlas
- web-orijentiranih servisa:
  - Bing Maps web servis
  - Bing Maps Platform razvojna platforma

## Razvoj inačica
U prosjeku svake dvije godine na tržište izlazi nova inačica aplikacije Microsoft MapPoint u obliku nadogradnje ili cijelog programskog paketa. Prva inačica, Microsoft MapPoint 2000, proizašla je iz aplikacija Microsoft Expedia Streets 98 i Expedia Trip Planner 98. Od 2000. godine Microsoft je novim akvizicijama (Vexcel, MapBlast, GeoTango itd.) povećao broj funkcionalnosti, opseg podataka i broj karata.
| Microsoft MapPoint inačica | Opis                                                                                               |
| -------------------------- | -------------------------------------------------------------------------------------------------- |
| Microsoft MapPoint 2000    | prva inačica                                                                                       |
| Microsoft MapPoint 2001    | više integriranih podataka i karata                                                                |
| Microsoft MapPoint 2002    | dorađen vizualni izgled aplikacije (GUI)                                                           |
| Microsoft MapPoint 2004    | zadnja inačica koja radi na Microsoft Windows 9x                                                   |
| Microsoft MapPoint 2006    | veća interoperabilnost i više mogućnosti GPS-a, zadnja inačica koja radi na Microsoft Windows 2000 |
| Microsoft MapPoint 2009    | dorađen vizualni izgled aplikacije (GUI)                                                           |
| Microsoft MapPoint 2010    | više korisničkih mogućnosti, veća interoperabilnost s drugim aplikacijama (API)                    |
| Microsoft MapPoint 2011    | više integriranih podataka i karata                                                                |
| Microsoft MapPoint 2013    | više integriranih podataka i karata                                                                |

2002. godine na tržište izlazi besplatni online servis, kojeg nasljeđuju MSN maps, zatim Live search maps te konačno Bing Maps.
Za dlanovnike i ostale uređaje temeljene na Microsoft Windows CE platformi postoji jedna inačica s manje mogućnosti, Microsoft Pocket Streets.

## Potrebno za instalaciju
- Podržani operacijski sustavi: Windows 8, Windows 7, Windows Vista, Windows XP, Windows Server 2008
- Radna memorija: 1 GB RAM za 32-bitne operacijske sustave, 2 GB RAM za 64-bitne operacijske sustave, 256 MB RAM za Windows XP
- Tvrdi disk: 2.1 GB slobodnog prostora
- Monitor: razlučivosti 1024x768 ili više (Windows 8 podržava i upravljanje dodirom)
- Ostalo: DVD-ROM, internet priključak, Internet Explorer, miš i tipkovnica, zvučnici
- Opcionalno: GPS uređaj (s podrškom za NMEA 0183, inačica 2.0 ili više), USB priključak, Microsoft Outlook 2007 ili 2010

## Vanjske poveznice
na njemačkom jeziku:
- Grasekamp, Dirk; Frech, Iris; Frech, Kai. Geomarketing mit Microsoft MapPoint: Ein praxisorientierter Einstieg in Business Geographics mit MapPoint und Office. Microsoft Press, ISBN 3-86645-624-7 (kupnja knjige)

na engleskom jeziku:
- New Features in MapPoint 2010  Arhivirana inačica izvorne stranice od 23. srpnja 2012. (Wayback Machine)
- Microsoft Streets and Trips 2009 will speak street names  Arhivirana inačica izvorne stranice od 22. srpnja 2012. (Wayback Machine)
- Mapping Software Solutions Under $500
- MapPoint and Maptitude Destinations Known  Arhivirana inačica izvorne stranice od 15. prosinca 2012. (Wayback Machine)
- An Overview of the New Features in Microsoft MapPoint 2010  Arhivirana inačica izvorne stranice od 21. svibnja 2013. (Wayback Machine)